# Rupert Berger (Liturgiewissenschaftler)
Rupert Berger (* 26. Juni 1926 in Traunstein; † 7. Juni 2020 ebenda) war ein deutscher römisch-katholischer Priester und Professor für Liturgiewissenschaft und Pastoraltheologie.

## Leben

Der ehemalige fürstbischöfliche Marstall in Freising, in dem die PTH Freising untergebracht war

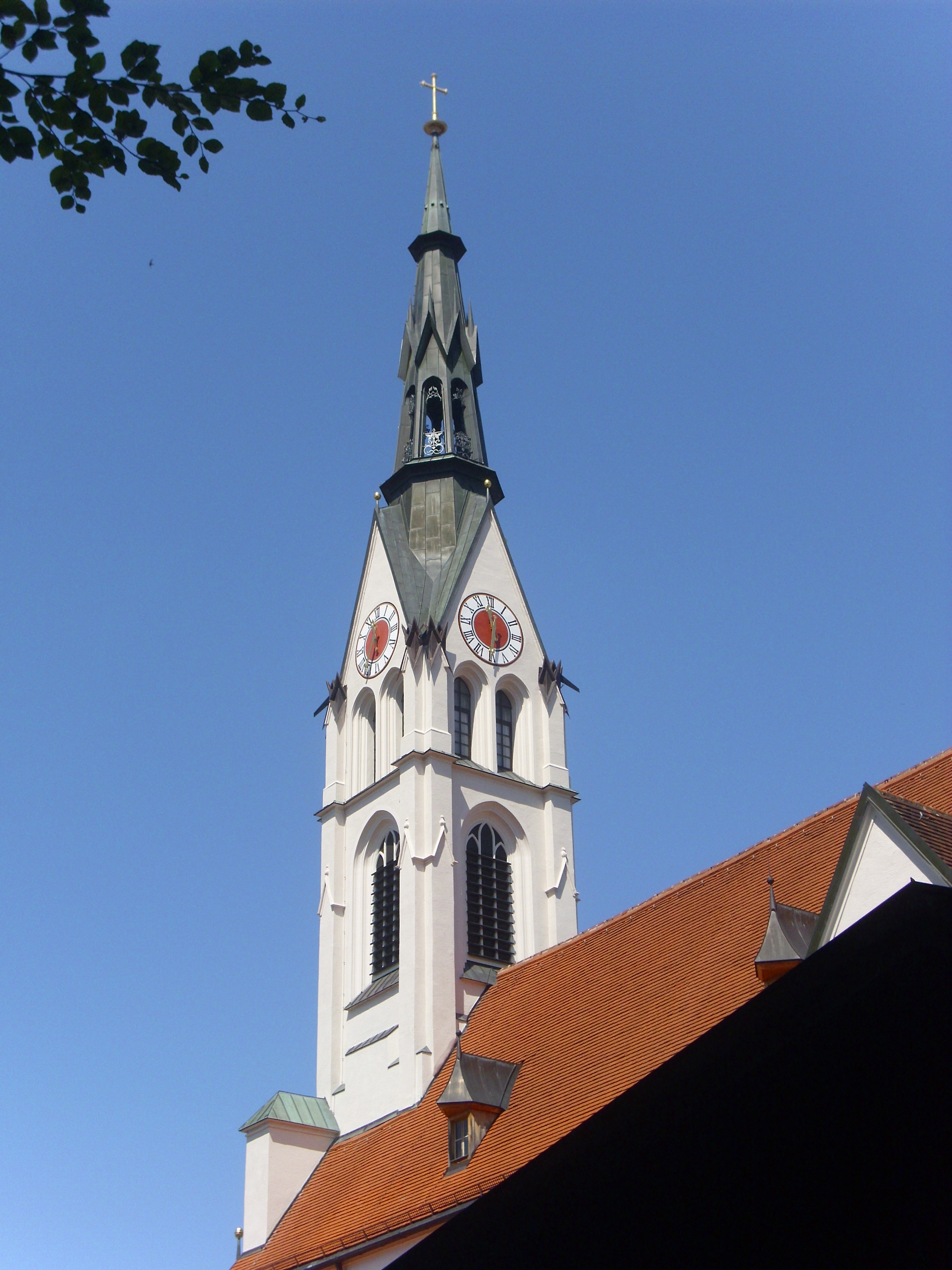
Stadtpfarrkirche Maria Himmelfahrt, Bad Tölz

Rupert Berger, dessen Vater Rupert Berger (1896–1958) Gründungsmitglied der Bayerischen Volkspartei und später Oberbürgermeister von Traunstein war, wurde am 29. Juni 1951 zusammen mit Erwin Hausladen, Joseph und Georg Ratzinger und zahlreichen anderen Seminaristen im Freisinger Dom durch Michael Kardinal von Faulhaber zum Priester geweiht.
Berger studierte Theologie und Philosophie in Freising und München. Nach seinem Dienst als Kaplan in Berchtesgaden (1951–1954) und München (1954–1956) war Berger für ein Jahr Präfekt im Spätberufenenseminar in Fürstenried, wurde 1964 in Liturgiewissenschaft promoviert und wirkte ab 1957 als Dozent und Professor an der Philosophisch-theologischen Hochschule Freising bis zu deren Auflösung im Jahr 1968. Anschließend wirkte er bis 1997 als Stadtpfarrer in Bad Tölz an Mariä Himmelfahrt. Seinen Ruhestand verlebte Berger in seiner Heimatstadt Traunstein, wo er bis 2011 auch als Subsidiar wirkte. Er war bis in sein hohes Alter gut befreundet mit Papst Benedikt XVI.

### Mitarbeit in Gremien
- Liturgiekommission der Deutschen Bischofskonferenz (Berater)

### Auszeichnungen
- (2006) Ehrenring des Deutschen Liturgischen Instituts[3]
- Goldene Bürgermedaille der Stadt Tölz

## Werke (in Auswahl)
Berger beschäftigte sich intensiv mit der Liturgiereform nach dem Zweiten Vatikanischen Konzil. Er ist Autor bedeutender liturgiewissenschaftlicher Schriften, darunter:

### Publikationen in Buchform
- Die Wendung „offerre pro“ in der römischen Liturgie. (= Liturgiewissenschaftliche Quellen und Forschungen, Band 41), Münster 1965 (zugleich Hochschulschrift München, Theologische Fakultät, Dissertation vom 23. Dezember 1964).
- Kleines liturgisches Wörterbuch. (= Herder-Bücherei, Band 339/340/341), Herder-Verlag, Freiburg, Basel, Wien 1969.
- Tut dies zu meinem Gedächtnis. Einführung in die Feier der Messe. Don-Bosco-Verlag, München 1971, ISBN 978-3-7698-0117-0.
- Ihr seid mit Christus auferweckt. 30 Wortgottesdienste zu Messfeiern für Verstorbene:
  - Teil 1, Don-Bosco-Verlag, München 1982, ISBN 978-3-7698-0456-0.
  - Teil 2, Don-Bosco-Verlag, München 1986, ISBN 978-3-7698-0532-1.
- (Autor), mit Hans Hollerweger: Celebrating the Easter Vigil. Verlag Pueblo Books, New York 1983, ISBN 978-0-8146-6056-0.
- Kleines liturgisches Lexikon. Herder-Verlag, Freiburg, Basel, Wien 1987, ISBN 3-451-20354-5.
- Die Feier der Heiligen Messe. Eine Einführung. Verlag Herder, Freiburg im Breisgau 2009, ISBN 978-3-451-32237-2.
- (mit Adolf Adam): Pastoralliturgisches Handlexikon. Herder-Verlag, Freiburg, Basel, Wien 1980, ISBN 978-3-451-18972-2. [Als alleiniger Autor:] Herder-Verlag, Freiburg im Breisgau, 2. Auflage 1999, 3. Auflage 2005, ISBN 3-451-28590-8.
- Das große Schott-Fürbittbuch, 3. Teil, Sonn- und Festtage: Lesejahre A - B - C. Herder-Verlag, Freiburg, Basel, Wien 1988, ISBN 978-3-451-21033-4.
  - Das große SCHOTT-Fürbittbuch. Lesejahr A/B/C. Sonn- und Festtage. Verlag Herder, Freiburg, Basel, Wien Neuausgabe 2016, ISBN 978-3-451-32157-3.
- (Mitarbeit), Markus Eham (Autor), Bernward Beyerle (Autor), Gerald Fischer (Autor), Michael Heigenhuber (Autor) und Stephan Zippe (Autor), Abteilung Kirchenmusik im Ordinariat des Erzbistums München und Freising (Hrsg.): Münchener Kantorale. Werk- und Vorsängerbuch für die musikalische Gestaltung der Messfeier mit dem "Gotteslob" (Stammteil und Eigenteile München-Freising, Österreich, Bozen-Brixen). Verlag Sankt Michaelsbund, München:
  - Band 1 (Lesejahr A) - Werkbuch, 2. Auflage, 2017, ISBN 978-3-943135-39-8.
  - Band 2 (Lesejahr B) - Werkbuch, 2015, ISBN 978-3-943135-40-4.
  - Band 2 (Lesejahr B) - Kantorenausgabe, 2. Auflage 2017, ISBN 978-3-943135-46-6.
  - Band 3 (Lesejahr C) - Werkbuch, 2. Auflage, 2017, ISBN 978-3-943135-41-1.
  - Band 3 (Lesejahr C) - Kantorenausgabe, 2015, ISBN 978-3-943135-47-3.
  - Band 4 (Heiligengedächtnis, Band H) - Werkbuch, 2018 ISBN 978-3-943135-42-8.
  - Band 4 (Heiligengedächtnis, Band H) - Kantorenausgabe, 2018, ISBN 978-3-943135-48-0.
  - Band 5 (Feiern zu besonderen Anlässen - mit Commune für Kirchweihe und Heilige, Band F), Werkbuch, 2020, ISBN 978-3-943135-44-2.
  - Band 5 (Feiern zu besonderen Anlässen - mit Commune für Kirchweihe und Heilige, Band F) - Kantorenausgabe, 2020, ISBN 978-3-943135-49-7.

### Beiträge in Sammelwerken
- Meßbuch und Meßfeier. In: Reinhard Meßner, Eduard Nagel, Rudolf Pacik (Hrsg.): Bewahren und Erneuern. Studien zur Meßliturgie; Festschrift für Hans Bernhard Meyer SJ zum 70. Geburtstag. (= Innsbrucker theologische Studien, Band 42), Tyrolia-Verlag, Innsbruck, Wien 1995, ISBN 3-7022-1968-4, S. 351–358.
- Erlebte Liturgie in Joseph Ratzingers Studienzeit. Erinnerungen aus gemeinsamen Tagen. In: Rudolf Voderholzer (Hrsg.): Der Logos-gemäße Gottesdienst. Theologie der Liturgie bei Joseph Ratzinger. (= Ratzinger-Studien, Band 1), Verlag Friedrich Pustet, Regensburg 2009, ISBN 978-3-7917-2213-9, S. 78–90.
- Joseph Pascher (1893–1979). In: Benedikt Kranemann, Klaus Raschzok (Hrsg.): Gottesdienst als Feld theologischer Wissenschaft im 20. Jahrhundert. Deutschsprachige Liturgiewissenschaft in Einzelporträts. Aschendorff Verlag, Münster 2011, ISBN 978-3-402-11261-8, Band 2, S. 901–908.
- Kirche, die Eucharistie feiert. In: Martin Stuflesser (Hrsg.): Die Liturgiekonstitution des II. Vatikanischen Konzils. Eine Relecture nach 50 Jahren. Pustet, Regensburg 2014, ISBN 978-3-7917-2618-2, S. 31–46.

### Zeitschriftenartikel
- Eucharistie – Mahl und Opfer, in: Lebendiges Zeugnis, 25. Jahrgang, 1970, Heft 1 (Themenheft Liturgie und Leben).

### Lexikonartikel
- Pascha, Pascha-Mysterium. In: Rupert Berger, Adolf Adam: Pastoralliturgisches Handlexikon. Herder-Verlag, Freiburg, Basel, Wien 1980, ISBN 978-3-451-18972-2, S. 400f.